# MRV Engenharia
A MRV Engenharia é uma construtora brasileira sediada na cidade de Belo Horizonte. Rubens Menin Teixeira de Souza é o acionista majoritário, Rafael Menin e Eduardo Fischer são co-presidentes da empresa.

## História
A MRV foi fundada em Belo Horizonte em 1979 pelos sócios Rubens Menin Teixeira de Souza, Mário Lúcio Pinheiro Menin e a Vega Engenharia, com o objetivo de construir e incorporar empreendimentos residenciais na capital mineira com foco na classe média. O nome MRV foi criado a partir das iniciais dos nomes dos 3 sócios. 
Dois anos após sua fundação, a Vega Engenharia se retirou da sociedade MRV Serviços de Engenharia. No ano seguinte, a MRV entregou as primeiras casas construídas em Belo Horizonte.
Em 2007, a MRV realizou sua abertura de capital, o que acelerou seu crescimento nos anos seguintes.
No mesmo ano, a MRV Engenharia e Participações e a Caixa Econômica Federal assinaram na sede da Caixa em Brasília, um protocolo de intenções e um contrato que tornou empresa a primeira construtora correspondente negocial da Caixa no setor imobiliário.
Segundo levantamento realizado entre a Revista Istoé Dinheiro e a consultoria Brand Analytics/Millward Brown, a MRV Engenharia teve sua marca ranqueada como a 28ª mais valiosa do Brasil.
Segundo dados do ITC, a MRV foi considerada a maior construtora do Brasil em 2012. Em termos de faturamento, a MRV Engenharia é a 13ª maior construtora brasileira atingindo US$457 milhões, segundo a Câmara Brasileira da Indústria da Construção. A brasileira MRV Engenharia é a empresa do setor de construção de edifícios residenciais com o maior lucro na América Latina e nos Estados Unidos,  segundo estudo da consultoria Economática, com base nas demonstrações financeiras do mesmo ano.
Em 2019, a MRV registrou o melhor ano de sua história, até aquela data, do ponto de vista de produção de unidades. Foram 39.660 unidades em 2019, o que significou um aumento de 7,3% referente ao ano anterior.

## Certificações
A MRV Engenharia obteve, em novembro de 2001, a certificação no nível A do Programa Brasileiro de Qualidade e Produtividade na Habitação - PBQP-H, um programa de qualidade fomentado pelo governo brasileiro e que tem quatro níveis: D - planejamento do programa, C - início da implantação dos procedimentos em obra, B - análise do sistema, E - atuar corretiva e preventivamente para melhoria do sistema.
A MRV Engenharia possui também a certificação ISO 9001, norma que visa estabelecer critérios para um adequado gerenciamento do negócio tendo como foco principal a satisfação do cliente.

## Responsabilidade social
Instituto MRV
Em 2014 foi lançado o Instituto MRV com o objetivo de promover ações sociais voltadas às famílias dos empregados da construtora e comunidades com foco na educação. O Instituto é mantido pela MRV que destina 1% do seu lucro para financiar as ações.
Somente em 2018, foram investidos mais de R$ 6 milhões em projetos como Educar para Transformar, MRV Voluntários e Seu filho, Nosso futuro, além de apoio a importantes instituições. 
O projeto Educar para Transformar é uma chamada pública que seleciona e apoia projetos voltados para a transformação social por meio da educação e já ajudou mais de 20 projetos, impactando mais de 80 mil pessoas pelo Brasil. 
Com o MRV Voluntários, a empresa busca estimular seus colaboradores a contribuir para ações sociais voltadas para a educação. O programa já conta com mais de 1.900 voluntários, que têm 4 horas de trabalho por mês para atuar nos projetos. 
Em parceria com o SENAI, a MRV iniciou o projeto de ensino profissionalizante de trabalhadores. No portfólio de cursos firmados entre as instituições estão: mestre de obras, eletricista, instalador hidráulico, carpinteiro, pedreiro de acabamento e de alvenaria e gesseiro.
Novembro de 2013, a MRV Engenharia renovou o patrocínio ao Instituto Minas Pela Paz, que promove programas sociais com o objetivo de reduzir a violência e a criminalidade, além de buscar formas de melhorar programas já existentes e integrar a população-alvo das ações através de sua inserção no mercado de trabalho.
Incentivo ao esporte
A construtora incentiva a prática esportiva brasileira há mais de 15 anos. Foram nove anos de parceria com a equipe feminina do Minas Tênis Clube e quatro com o Clube Atlético Mineiro. Em 2008, patrocinou o Clube de Regatas Vasco da Gama  e, durante alguns meses o Uberlândia Esporte Clube.
A construtora no ano de 2012 retornou a sua parceria com o Clube Atlético Mineiro e tornou-se patrocinadora máster do Sport Club do Recife.
Ainda em 2012 a construtora realizou o seu primeiro investimento na Fórmula 1 patrocinando o piloto Bruno Senna na equipe WilliamsF1
Em 2013 renovou patrocínio com o Atlético Mineiro  e iniciou patrocínios com os clubes Rio Branco e Goytacaz Futebol Clube. No tênis, em parceria com o Banco BMG, patrocinou os dois mais bem-sucedidos tenistas do país: Bruno Soares e André Sá.
Em 2016, a MRV fechou contrato de patrocínio inédito com o Clube de Regatas do Flamengo. Com esta parceria, o clube carioca se tornou o sétimo patrocinado pela empresa, junto ao Clube Atlético Mineiro, Santa Cruz Futebol Clube, América Mineiro, Esporte Clube Bahia, Esporte Clube Novo Hamburgo e Fluminense de Feira Futebol Clube.
Em 2019, o Conselho Municipal do Meio Ambiente (COMAM) aprovou a licença de Implantação da Arena MRV e liberou o início das obras para a construçãodo novo estádio do Atlético -MG.
Atualmente no futebol brasileiro patrocina o Atlético Mineiro, Flamengo, São Paulo Futebol Clube, Vôlei Taubaté Galo Futebol Americano, Jaraguá Futsal, Coimbra Sports, Bauru Basket, Mogi das Cruzes, Fortaleza, Luana Obino e Sérgio Sette Câmara.
Sustentabilidade
A MRV Engenharia possui uma política de sustentabilidade que envolve ações como revitalização de praças e parques em várias regiões onde são construídos seus empreendimentos imobiliários. Em 2013, a empresa investiu R$90 milhões em urbanização nas áreas onde constrói seus empreendimentos, com a construção de escolas, postos de saúde, estações de tratamento de esgoto, asfalto e revitalização de praças, parques e áreas de lazer em geral. São R$32 milhões apenas nas obras de infraestrutura na região do Parque do Jambeiro em Campinas (SP), R$90 mil na revitalização da Praça João Monteiro de Franca – também conhecida como Praça dos Motoristas - em João Pessoa (PB), R$32 milhões em obras de infraestrutura na região do bairro Parque Jambeiro em Campinas (SP), além da participação na parceria público-privada nas obras de revitalização do Parque do Cortado em Brasília (DF) através do programa “Brasília, Cidade Parque e da revitalização do Parque Aggeo Pio Sobrinho em Belo Horizonte (MG) através do programa “Adote Verde”, entre outras.
Até 2020, foram registradas mais de 1,4 milhões de árvores plantadas no Brasil e poupados cerca de 1,2 milhões de litros de água.[28] 
Ainda segundo o site da MRV Sustentabilidade, medidas sustentáveis como exigência de madeiras certificadas, descargas econômicas e destinação adequada de resíduos das construções são tomadas com foco na sustentabilidade de seus empreendimentos.[29]
Em 2019, a MRV lançou a Visão MRV 2030 para os Objetivos de Desenvolvimento Sustentável (ODS)”. No estudo, a companhia mostra a revisão do seu processo de atividades relacionadas aos ODS desenvolvidos pela Organização das Nações Unidas (ONU). Essa ação global concentra ações intersetoriais com a meta de superar os desafios enfrentados pelo planeta.

## Inovação
Entre os anos de 2015 e 2019, a construtora investiu um total de R$ 250 milhões em projetos de transformação digital, o que a levou ao ranking das “Empresas mais inovadoras do Brasil em 2019”, segundo a Forbes. Com um investimento anual de R$ 50 milhões em projetos de inovação, a MRV possui um laboratório de inovação em sua sede, em Belo Horizonte, onde recebe equipes- internas e externas- que cuidam de projetos e tecnologias com foco em experiências para clientes.
Um dos exemplos de aplicação de inovação foi a substituição de seu decorado físico pelo decorado virtual, para que o cliente tenha uma melhor experiência na hora da compra.
A MRV foi pioneira no setor imobiliário ao utilizar energia solar em seus empreendimentos econômicos. Até 2020 já haviam sido entregues mais de 2.500 unidades com o recurso, gerando mais de  1,8 milhão de KWh e atingindo mais de 8 mil pessoas.
Em janeiro de 2020, a MRV lançou uma plataforma de vendas digital, permitindo que seus clientes comprassem um imóvel totalmente online. Após a divulgação da primeira venda realizada pela plataforma, as ações da companhia fecharam o dia em alta de 4,67%.
O uso de inteligência artificial para atendimentos é uma realidade na MRV, que utiliza o recurso em atendimentos no Facebook, Portal de Relacionamento e WhatsApp. O chatbot também é usado na área comercial. O interessado na compra de um empreendimento pode fazer o primeiro contato pelo Chat Virtual para então ser encaminhado a um corretor de imóveis de sua região.

## Luggo
Com o objetivo de atender clientes que buscam flexibilidade e facilidade para morar, em 2019 a MRV lançou a Luggo, startup que possibilita a locação de imóveis residenciais, através de um processo mais ágil e sem burocracias. A MRV é responsável pela compra do terreno, desenvolvimento do projeto, construção do prédio e manutenção dos empreendimentos, enquanto a Luggo faz a locação e a gestão das propriedades.
O modelo da Luggo foi inspirado em uma outra empresa de Rubens Menin. A AHS, que opera em Miami, criada em 2012, atua apenas no segmento de construção voltada ao aluguel de imóveis e gestão de condomínios. 
A primeira fase da startup foi um projeto-piloto em Belo Horizonte iniciado em Janeiro de 2019. Em Agosto do mesmo ano, a Luggo foi lançada oficialmente com a apresentação de 2 condomínios em Curitiba (PR).
Uma das características dos empreendimentos oferecidos pela Luggo é um processo de locação feito digitalmente, sem fiador e com a possibilidade de mudança em 24 horas. A localização também é uma das principais características dos empreendimentos, estando cerca de 15 minutos de faculdades, polos de serviços e geradores de empregos. E na hipótese do morador trocar de emprego e precisar se mudar, a plataforma oferece a possibilidade de um outro condomínio Luggo mais conveniente e a empresa se responsabiliza pela mudança. 
Os empreendimentos possuem serviços on demand, como lavanderia, limpeza, internet nativa e a disponibilização de bicicletas e carros compartilhados para uso dos moradores. 

## Atrasos, má qualidade e trabalho escravo
Numa tentativa de vencer o desgaste causado pelas várias reclamações relativas ao atraso na conclusão de empreendimentos imobiliários registradas pelos órgãos de defesa do consumidor nos últimos anos, a construtora MRV tem investido cada vez mais na entrega de unidades habitacionais antes da data prevista em contrato.
A Fundação Procon - Procuradoria de Proteção e Defesa do Consumidor -  apresenta a MRV em seu cadastro de reclamações fundamentadas contra empresas  por "não cumprimento do contrato/proposta", "devolução de sinal, valores pagos (negocio não concretizado)", "não entrega do contrato" e "rescisão do contrato pela venda enganosa".
O Procon divulgou lista das construtoras com maior número de reclamações e também a lista das maiores reclamações dos consumidores, estando a construtora MRV em 3º lugar no ranking de uma das construtoras mais reclamadas.
Em 2013 a Organização Internacional do Trabalho, o Instituto Ethos e a ONG Repórter Brasil divulgaram uma lista com 409 empresas responsáveis por mais de 9 mil pessoas em situação de escravidão no Brasil. A MRV figura no relatório como sendo responsável por 11 ocorrências em Curitiba, Paraná. Em 30/01/2013 o nome da MRV foi retirado do cadastro, por decisão do Superior Tribunal de Justiça.
Em agosto de 2013 a empresa foi condenada em primeira instância por manter trabalhadores em situação irregular em Americana. A empresa vai recorrer da sentença e informou que já reverteu sentenças parecidas em processos anteriores. O problema se origina em terceirização de mão de obra com empresas que não cumprem todas as obrigações trabalhistas.
Hoje, a MRV Engenharia compõe o “Compromisso Nacional para Aperfeiçoamento das Condições de Trabalho na Construção Civil”, que tem como objetivo aprimorar as condições de trabalho nos canteiros de obras do Brasil.
Em setembro de 2019, o Ministério Público do Estado do Paraná processou a MRV por falhas no programa Minha Casa, Minha Vida, a construção de 11 prédios do programa em Londrina apresentaram riscos graves à segurança dos moradores, as obras de 11 prédios espalhados pela cidade paranaense começaram há oito anos e o custo de cada apartamento chega os R$ 140 mil. Os técnicos do ministério fizeram vistorias nos prédios e encontraram irregularidades que vão do piso ao teto. São tantos problemas que o relatório possui centenas de páginas com falhas sobre a qualidade do material utilizado e do serviço executado nas obras.
Na mesma época, em São Paulo, o Tribunal de Justiça registra mais de 40 mil ações envolvendo a construtora. São processos de várias naturezas: dano material, prática abusiva, vícios de construção, entre outras alegações.